# 国际体育仲裁法庭

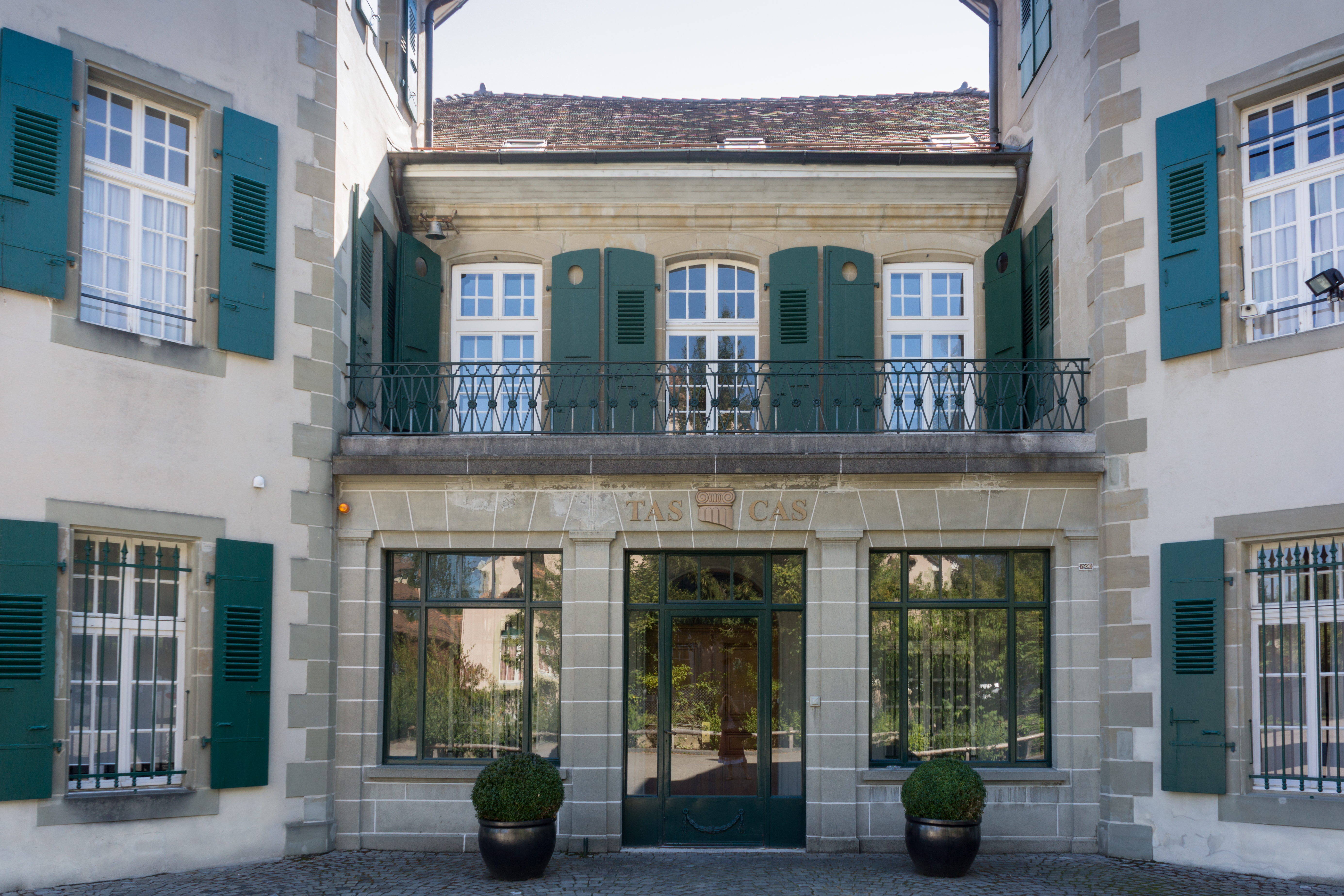
大楼

国际体育仲裁法庭（英語：Court of Arbitration for Sport，縮寫為CAS，縮寫為TAS），又譯為國際體育仲裁院，是一個专门为解决体育纠纷而设立的國際性仲裁机构。该机构总部位于瑞士洛桑，在纽约和悉尼设有分院，同时在奥运会期间会设立特别法庭。时任国际奥委会主席萨马兰奇先生提出了建立一个解决体育纠纷的机构的建议，因而CAS得以在1984年建立，并作为国际奥委会的一个下属机构。
10年之后即1994年，一个由CAS裁决的案子上诉至瑞士联邦最高法院，该案当事人质疑CAS的中立性。瑞士联邦最高法院裁决CAS是一个真正的仲裁法庭，但是认为CAS和国际奥委会之间的广泛联系必须引起注意。作为回应，CAS进行了改革，使其自身在组织上和财政上和国际奥委会独立起来。改革后最大的变化就是建立了一个国际体育仲裁理事会，替代国际奥委会来监督CAS的运作。
一般来说，只有在双方都决定将案件提交到CAS的情况下，CAS才有管辖权。
该仲裁法庭的仲裁员都是高水準的法学家，在国际体育界受到了很高的认同。但也有一些批評。
到2004年为止，CAS处理的案子大部分都和服用违禁药品和球员转会费有关。CAS同时也处理和职业自行车有关的服用禁药的案子。

## 外部連結
- 官方網站（页面存档备份，存于）